# Polysphaeria tubulosa
Polysphaeria tubulosa là một loài thực vật có hoa trong họ Thiến thảo. Loài này được (Baill.) Cavaco miêu tả khoa học đầu tiên năm 1968.